# Williamstown (New York)
Pour les articles homonymes, voir Williamstown.
Williamstown est une ville du comté d'Oswego, dans l’État de New York aux États-Unis.